# ZBD-2000
El ZBD2000 es un vehículo anfibio blindado de combate, desarrollado para la Infantería de Marina del EPL. El vehículo es el reemplazo del vehículo anfibio Tipo 63A, introducido a finales de 1990.
El ZBD05, Vehículo de combate de infantería (VCI) fue desarrollado a partir de este, así como también un tanque ligero, vehículo de mando, un vehículo de recuperación y otros.

## Diseño
El ZBD2000 utiliza un casco de cepillado propulsado por dos chorros de agua que alcanzan velocidad de desplazamiento de agua mucho mayor que cualquier vehículo blindado anfibio actual en la Infantería de Marina del EPL, en la parte superior de su velocidad mejorada que ha aumentado gama, lo que le permite lanzar asaltos más allá del horizonte. Incorpora un casco plano con la sección del motor delante, torreta soldada en el centro del casco y el habitáculo en la parte trasera.
El VCI es operado por una tripulación de tres personas y tiene capacidad para un máximo de diez infantes de marina totalmente equipados. El conductor tiene su puesto en la parte delantera y el comandante y el artillero se colocan dentro de la torreta. Las tropas entran y salen del vehículo a través de la puerta trasera o escotillas del techo en su versión de VCI.
El vehículo está equipado con un sistema de control de tiro computarizado que incluye un ordenador de control de fuego, el comandante tiene vista con la entrada del telémetro láser, y el artillero vigila con la visión nocturna pasiva. Los sistemas de visión de navegación por satélite y nocturna garantizan las operaciones anfibias en todo tiempo durante el día y la noche.

## Versiones
ZTD-05: La variante tanque ligero está armada con un cañón de 105mm de ánima rayada, totalmente estabilizado. Los proyectiles de 105mm que utiliza son municiones perforantes de aleta estabilizada y casquillo desechable (APFSDS), munición de Alto explosivo (HE) y de alto explosivo anti-carro (HEAT) y misiles anticarro guiados por láser de 105mm. El misil de 105mm ofrece la capacidad de poder disparar a objetivos mientras que el vehículo se encuentra en el agua mientras que la munición convencional tendría un mal desempeño debido al oleaje.
Las armas secundarias incluyen una ametralladora coaxial montada de 7,62mm, una ametralladora antiaérea de 12,7mm montada en el techo de la torreta cerca del cargador, y dos conjuntos de 4 tubos lanzadores de granadas de humo montados en cada lado de la torreta. La parte trasera de la torreta tiene un estante de almacenamiento para equipo adicional que también ofrece protección adicional contra proyectiles HEAT.
ZBD-05: El ZBD-05 integra un casco de armadura de acero totalmente soldado igual que la torreta, esto protege a la tripulación de disparos de armas pequeñas, munición de 12,7 mm y esquirlas de metralla. También está equipado con sistema de protección nuclear, biológica y química (NBQ).
La torreta para dos hombres integra componentes de la torreta de Ucrania Shkval y en ella va montado un cañón de 30 mm automático, un arma coaxial de 7,62 mm , un AGS-17 lanzagranadas automático, y dos lanzamisiles anticarro guiados Hong Jian-73C, uno a cada lado de la torreta. Ocho lanzadores de granadas de humo de 76mm van montados en cada lado de la torreta. El vehículo también lleva misiles en el interior del casco para la recarga y puede disparar todas sus armas mientras se encuentra en el agua.
El cañón automático KBA-2 (ZTM-1) de 30 mm a bordo puede disparar 330 balas por minuto para un alcance máximo de 4.000 m con el apoyo de sistema óptico-televisión con la estabilización del campo de visión en planos verticales y horizontales, y periscopio antiaéreo para el día como dispositivos de vigilancia.
VN-18: Es la versión ZBD-05 para exportación.
VN-16: Es la versión ZTD-05 para exportación.

## Usuarios

### Actuales
- China[2]
  - Fuerzas Terrestres del Ejército Popular de Liberación
- Venezuela
  - Infantería de Marina. Las entregas comenzaron en 2014.[4]

## Vehículos similares
- BMP-3
  BMP-T
- Tipo 89 VCI
- AIFV
 M2/M3 Bradley
- /ASCOD Pizarro/ULAN
- Bionix VCI